# 井出敬二
井出敬二（1957年—）是一名知名的日本外交官。

## 生平
曾經擔任日本駐俄羅斯大使館公使和日本駐華大使館廣播文化中心主任・公使，故在中國擁有很高的知名度，現任駐克羅地亞特命全權大使。出身於東京都，1980年畢業於東京大學經濟系並且進入外務省工作，期間曾到哈佛大學修讀俄羅斯研究，並到莫斯科國立大學研習俄語。

## 外部連結
- 井出敬二的个人空间- 财经网名家博客